# 主要部標示言語
主要部標示言語（しゅようぶひょうじげんご、英語: head-marking language）とは、異なる語または句の間の一致を示す文法的標示が、修飾語や従属部ではなく主要部（核ともいう）に置かれる言語をいう。多くの言語は主要部標示と従属部標示の両方を行い、いくつかの言語は両方で標示を行う（二重標示言語）。主要部標示と従属部標示の概念（依存関係を参照）は1986年にジョアンナ・ニコルズ (Johanna Nichols) によって提唱され、言語類型論において基本的な範疇として広く使われている。

## 英語
主要部標示と従属部標示の概念は通常英語よりも豊富な屈折形態論を持つ言語に対して適用される。しかしながら、英語にもいくつかの一致の型があり、この2つの概念を示すための例示として用いることができる。下の図では順に節、名詞句、前置詞句が一致に関与する。ここに見られる3つの木構造は依存文法のものである（句構造文法ではない）。
この図で主要部と従属部は語の階層により、主要部標示と従属部標示は矢印によって示される。左の主語と動詞の一致の例では、主語のJohnが述語動詞cheatsに屈折接尾辞-sを要求しているため、主要部標示の例となっている。中央の限定詞と名詞の一致の例では、複数名詞のhousesが従属部限定詞に複数形theseの形で現れることを要求しているために従属部標示の例になっている。右の前置詞と代名詞の格支配の例は、前置詞withが従属部の代名詞に目的格のhim（主格のheでなく）を要求しているため、やはり従属部標示の例になっている。

## 名詞句と動詞句
主要部標示と従属部標示の区別は名詞句と動詞句において端的に現れ、言語ごとに大きな違いを持っている。
| 句の型          | 主要部 | 従属部                   | 世界の分布図(WALS)                       |
| --------------- | ------ | ------------------------ | ---------------------------------------- |
| 名詞句          | 名詞   | 形容詞、所有、関係節など | Marking in Possessive Noun Phrases       |
| 動詞句（理論A） | 動詞   | 項                       | Marking in the Clause: Head-marking      |
| 動詞句（理論B） | 主語   | 動詞                     | Marking in the Clause: Dependent-marking |

バントゥー諸語のように動詞句では主要部標示、名詞句では従属部標示という言語もあり、その逆もある。動詞句においては動詞ではなく主語が主要部であり、したがって「主要部標示」は一貫した類型ではないとする議論もあった。しかしながら、名詞句と動詞句の両方で主要部標示である言語は充分一般的に見られるため、類型の記述として主要部標示という術語は有用である。

## 地理的分布
名詞句で主要部標示を行う言語はアメリカ州とメラネシアで頻繁に見られるが、それ以外の地域ではまれである。従属部標示を行う言語は相補的にアフリカ、ユーラシア、オーストラリア、ニューギニアで頻繁に見られ、ニューギニアは両方の類型が相当重なって見られる唯一の場所である。二重標示言語はまれだが、ユーラシア大陸の辺縁地帯の言語であるフィンランド語やヒマラヤの諸言語、および北アメリカの太平洋岸で見られる。ゼロ標示の言語も一般的でなく、大部分は赤道近くに見られるが、真の集団を構成していない。
節の主要部標示はアメリカ州、オーストラリア、ニューギニア、バントゥー諸語で一般的だが、それ以外ではきわめてまれである。ニューギニアでは東部高地、オーストラリアでは南部・東部・内部の非常に古いパマ・ニュンガン語族に集中している。二重標示はアメリカ州、オーストラリア、ニューギニア、およびユーラシアの南端（主にコーカサス諸語とヒマラヤの山の飛び地）で比較的よく実証されているが、とくにオーストラリアとアメリカ西端で好まれる。目的語に対するゼロ標示は形態論的に単純な2つの中心地である東南アジアと西アフリカで一般的だが、ニューギニアでも非常に一般的で、東アフリカと中央アメリカでも形態論の複雑さが平均か高いにもかかわらず、かなり一般的に見られる。
環太平洋地域に主要部標示言語が分布することは、1万年前の人口移動および創始者効果を反映するものである可能性がある。クスンダ語にはヒマラヤとコーカサスの飛び地（ともにユーラシア大語族の拡散以前の言語の類型論的特徴が残存しているかもしれない）の痕跡を残す。従属部標示言語は世界中で見られるものの、アメリカ州ではまれであり、これもまた創始者効果の可能性がある。アメリカ州では太平洋岸に沿って4つの類型のすべてが見られるが、東部では主要部標示言語しか見られない。太平洋岸に沿って多様な類型が見られることが、年代の古さによるものか、それとも古いアメリカの言語の層にユーラシアからの新しい植民地化による層が重なったために起きたものであるかは未決定である。